# La Crescent
La Crescent är en stad i Houston County, och Winona County, i Minnesota. Vid 2020 års folkräkning hade La Crescent 5 276 invånare.

## Kända personer från La Crescent
- Eriah Hayes, ishockeyspelare